# Prove

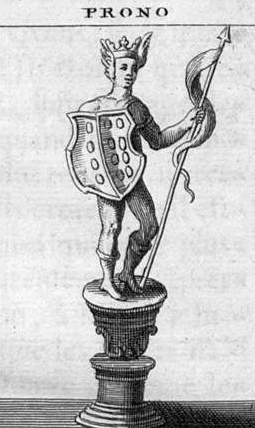
Prono, fiktivní vyobrazení od B. de Montfaucon, 1722

Prove (Prave, Prone, Prono, Pronote) je slovanský bůh, který byl ctěn v posvátném háji ve Stargardu, dnešním Oldenburgu, centru kmene Vagrů. Zmiňuje se o něm ve 12. století Helmold z Bosau:
| „ | Venkov i města oplývaly háji i domácími bůžky a kromě nich byli prvními a předními bohy Prove, bůh oldenburské země, Živa, bohyně Polabanů, a Radegast, bůh země Obodritů. Jim byli zasvěceni kněží, úlitby a oběti a [určeny] rozmanité náboženské obřady. | “ |

V jiné pasáži se zmiňuje o návštěvě biskupa Vicelina v Oldenburgu roku 1149 a o tom že kult Prova byl veden knězem jménem Mike. V další části pak vypráví o návštěvě velmože Těšimíra z kmene Vagrů společně s biskupem Geroldem:
| „ | Přihodilo se však, že jsme po cestě přišli do lesa, jediného v oné zemi, která se celá rozprostírá v rovině. Tam jsme mezi prastarými stromy uviděli posvátné duby, které byly zasvěceny bohu té země Provovi. Obklopovalo je nádvoří ohrazené plotem, který byl velmi pečlivě postaven ze dřeva a opatřen dvěma branami. Mimo domácích bůžků a model, jimiž oplývala každá vesnice, bylo totiž toto místo svatyní celé země. Byl pro ně ustanoven [vlastní] kněz, slavnosti a rozličné obětní obřady. Místní lid měl ve zvyku se tu každý druhý den v týdnu scházet s knížetem a knězem kvůli soudům. Vstup do nádvoří byl zakázán všem pouze s výjimkou kněze a těch, kteří chtěli obětovat nebo lidí ve smrtelném nebezpečí.“ | “ |

O několik vět dál pak píše:
| „ | Jedni totiž vystavují v chrámech sochy vybájených tvarů, jako je ploňská modla, která se nazývá Podaga, jiní bozi přebývají v lesích nebo hájích, jako Prove, bůh Oldenburgu, a nejsou jasně zobrazováni.“ | “ |

Poté popisuje zničení posvátného háje tohoto božstva, pravděpodobně připadající na 15. ledna 1156. Pasáž o soudech v Provově háji může napovídat, že šlo o boha spravedlnosti, čemuž by odpovídala i hypotetická etymologie jeho jména z pravъ „spravedlivý“.